# Inkaseeschwalbe

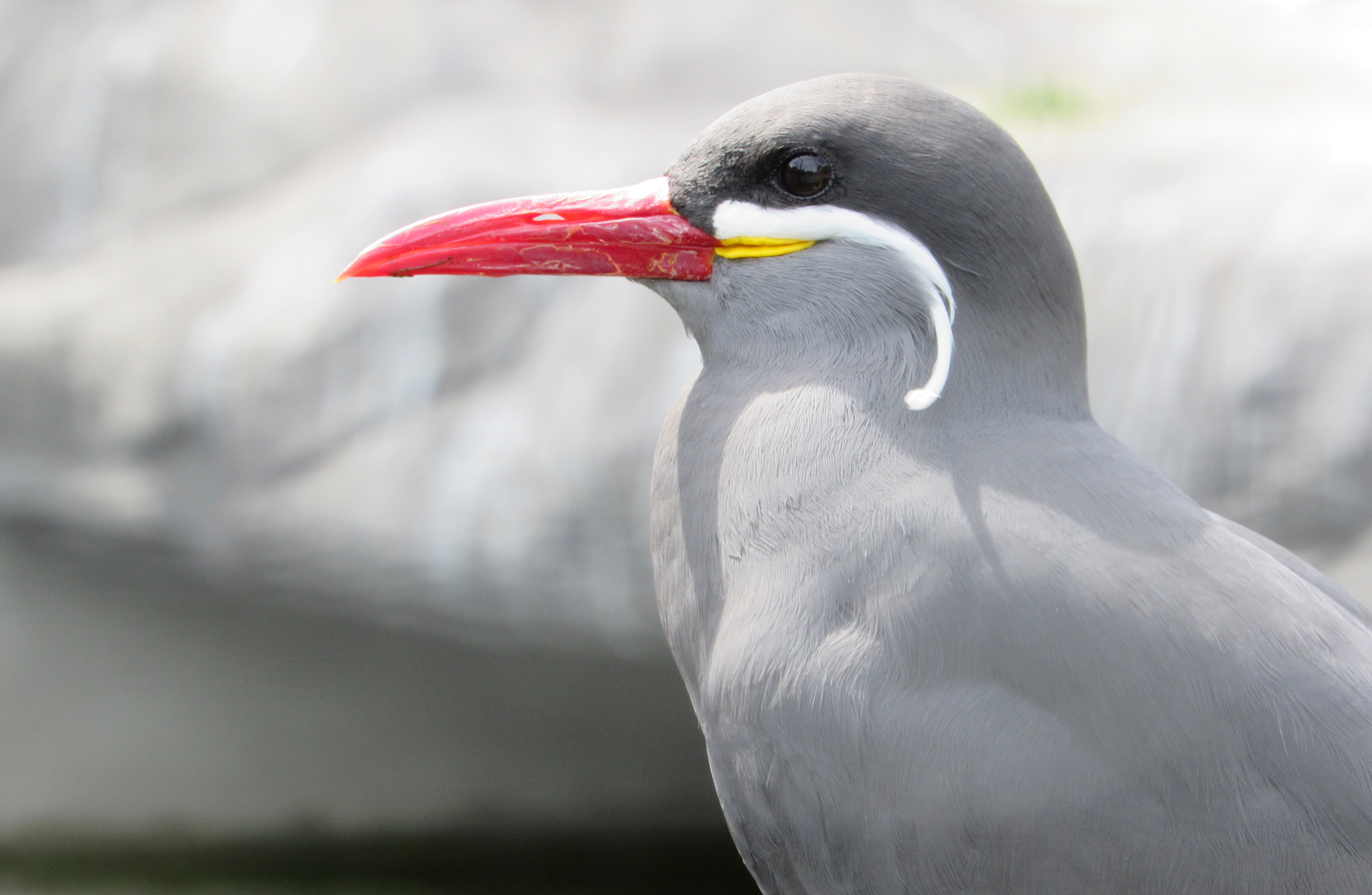
Profilaufnahme eines adulten Tieres mit hellerer Federzeichnung.

Die Inkaseeschwalbe (Larosterna inca) ist eine an der südamerikanischen Pazifikküste lebende Vogelart aus der Familie der Seeschwalben. Sie ist die einzige Art der Gattung Larosterna.

## Merkmale
Die Inkaseeschwalbe ist an ihrem schiefergrauen Federkleid, den nach außen gebogenen weißen 5 cm langen Federbüscheln am Schnabelgrund, dem weißen Federrand an den Flügeln sowie am knallroten Schnabel und den knallroten Füßen zu erkennen. Sie ist 39–42 cm lang und ca. 190 g schwer. Der Ruf ist ein katzenartiges mew.

## Vorkommen
Die Inkaseeschwalbe brütet an den Felsküsten von Peru und Nordchile. Sie überwintert in den Küstenregionen von Ecuador bis Zentralchile.
Die IUCN stuft die Inkaseeschwalbe seit 2004 als „potentiell gefährdet“ (near threatened) ein, da die Art offenbar einen starken Bestandsrückgang erlitten hatte. Der Gesamtbestand wird auf etwa 150.000 Tiere geschätzt.

## Nahrung
Die Inkaseeschwalbe jagt im kalten, aber fischreichen Humboldtstrom. Sie folgt Fischerbooten, um so an Fischreste zu kommen. Auch begleitet sie Seelöwen, Wale und Kormorane, um von ihnen aufgescheuchte Fische zu fangen.

## Fortpflanzung

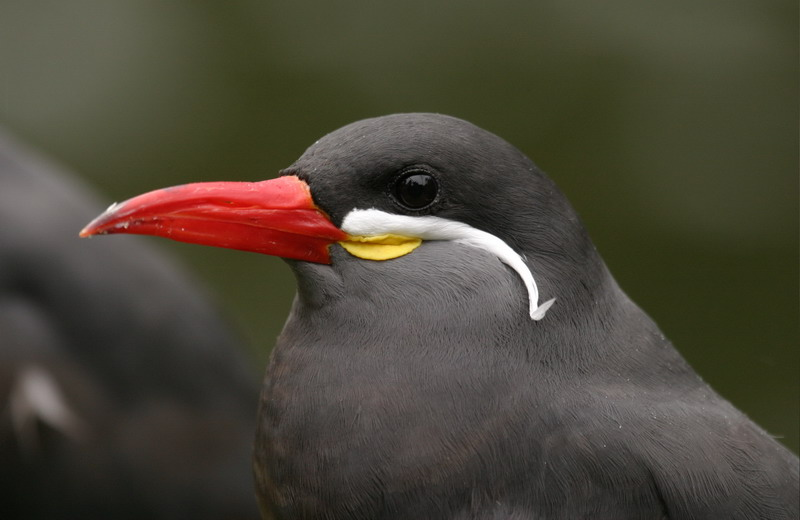
Kopf einer Inkaseeschwalbe

Die Inkaseeschwalbe brütet in einer Felshöhle oder in einer alten Bruthöhle anderer Seevögel ein bis zwei Eier zwischen 24 und 27 Tage lang aus. Die Jungvögel sind in einem Alter von etwa einem Monat flügge. Ihre Geschlechtsreife erreichen sie im Alter von drei bis vier Jahren.

## Einzelbelege
1. ↑  Larosterna inca in der Roten Liste gefährdeter Arten der IUCN 2008. Eingestellt von: BirdLife International, 2006. Abgerufen am 20. September 2016.
2. ↑  W. Grummt, H. Strehlow (Hrsg.): Zootierhaltung Vögel. S. 317